# Cabacés
Cabacés (katalanisch Cabassers) ist eine Gemeinde im Süden Kataloniens mit 302 Einwohnern (Stand: 2024) und liegt in der Provinz Tarragona und der Comarca Priorat. 

## Lage
Cabacés liegt etwa 50 Kilometer westnordwestlich von Tarragona in einer Höhe von ca. 360 m. 

## Bevölkerungsentwicklung
| Jahr      | 1970 | 1981 | 1991 | 2001 | 2011 | 2021 |
| Einwohner | 411  | 362  | 353  | 344  | 340  | 312  |

## Sehenswürdigkeiten

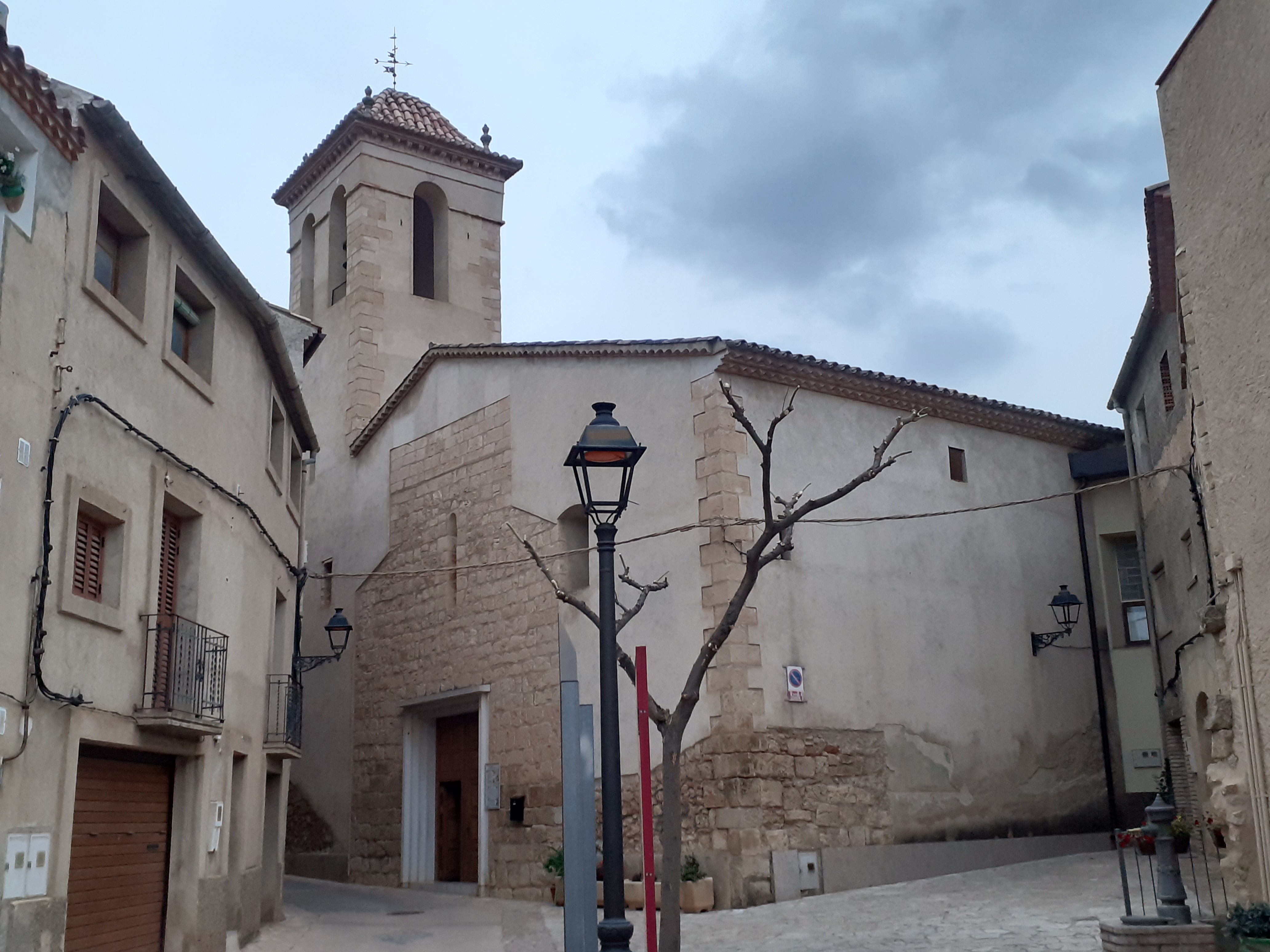
Kirche Mariä Geburt
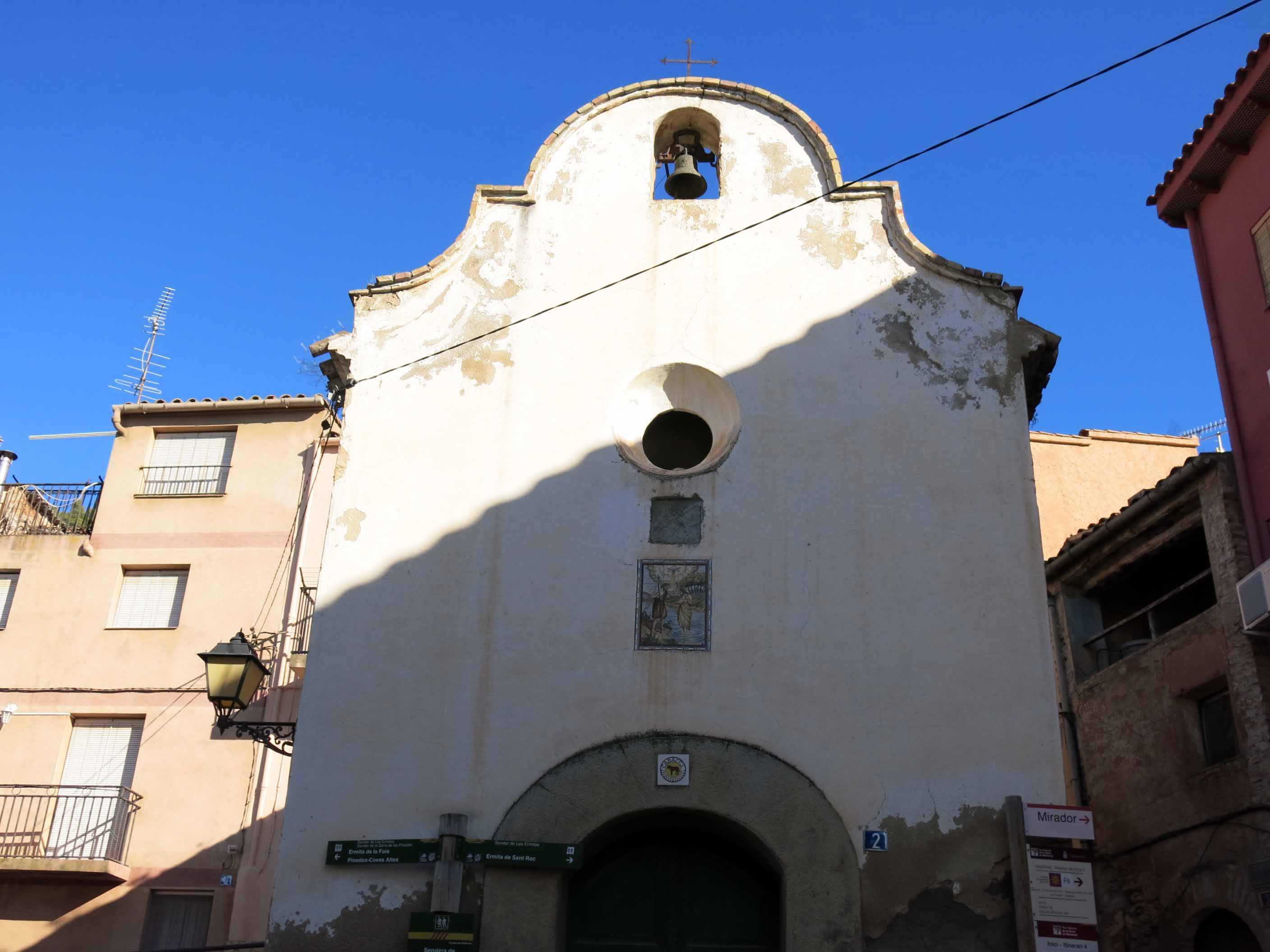
Johannes-der-Täufer-Kapelle

- Kirche Mariä Geburt
- Johannes-der-Täufer-Kapelle